# Reforma agrară din 1864
Reforma agrară din 1864 a fost o măsură luată de guvernul Mihail Kogălniceanu în timpul domniei lui Alexandru Ioan Cuza, prin care țăranii clăcași erau eliberați de obligațiile față de boieri și erau împroprietăriți cu pământ. A fost primul pas către începerea procesului de modernizare a statului român și, cu toate că a avut numeroase lipsuri, a rupt legăturile cu economia și societatea de tip feudale.
Legea rurală a fost sancționată și promulgată la 14 (SV)/25 august (SN) 1864.  Atunci, Domnitorul proclama: 
„Claca este desființată pentru de-a pururea și de astăzi voi sunteți proprietari liberi pe locurile stăpânirii voastre!”.
Țăranii au fost eliberați de sarcinile feudale precum claca, dijma sau podvezile și desființa monopolurile feudale din interiorul satelor. Loturile au fost distribuite în funcție de numărul de vite deținute. Țăranii urmau totuși să răscumpere terenurile și să achite anual o anumită sumă, timp de 15 ani. Pe de altă parte, legea stabilea plata unor despăgubiri către proprietari, la prețul pământului de atunci. Terenurile expropriate nu trebuiau sa depășească 2/3 din suprafața moșiei și nu puteau fi vândute (înstrăinate) timp de 30 de ani decât către comună sau către vreun alt sătean.

## Istoric
Dezbaterile înverșunate în privința proiectului de reformă agrară propus de conservatori și adoptat de majoritate din vara anului 1862, proiect nesancționat de domnitor, au dovedit că maleabilitatea, de care dădeau dovadă o bună parte dintre conservatori în privința adoptării unui program general de reforme, nu concorda cu acceptarea de către ei a unei reforme agrare în sensul programelor revoluționare de la 1848. De aceea, în anii imediat următori unificării administrative, nu s-a putut trece brusc la reforma agrară, ci s-a continuat, pentru o perioadă de timp, să se adopte reforme pe linia organizării moderne a statului, deoarece acestea nu întâmpinau opoziția conservatorilor, încă stăpâni pe majoritatea mandatelor din adunare datorită sistemului electoral restrictiv. Reorganizarea departamentelor guvernului, legile pentru construirea căilor ferate, constituirea Consiliului superior al instrucțiunii publice, adoptarea unui regulament de navigație, organizarea corpului inginerilor civili, reorganizarea Școlii de silvicultură și o serie de măsuri premergătoare secularizării averilor mănăstirești au reprezentat, în această perioadă, concretizările planului de reforme.
Din momentul în care conducerea guvernului a fost preluată de Mihail Kogălniceanu, aducerea din nou în dezbatere a reformei agrare a dus la izbucnirea unui violent conflict între guvern și majoritatea adunării. A urmat dizolvarea adunării pe calea loviturii de stat de la 2 mai 1864. Aceasta din urmă a sporit puterea domnitorului Cuza și, totodată, a înlăturat monopolul politic al conservatorilor asupra majorității în adunare. Sancțiunea poporului prin plebiscit și recunoașterea noii stări de lucruri de către puterea suzerană și puterile garante au creat posibilitatea decretării Legii rurale în sensul programului pașoptist, desființându-se relațiile feudale în agricultură și procedându-se la o împroprietărire a țărănimii clăcașe.
Prin Legea rurală din 14/26 august 1864, 406.429 țărani au fost împroprietăriți cu loturi de teren agricol (1.654.964 hectare), iar aproape alți 60.000 de săteni au primit locuri de casă și de grădină. Reforma agrară din 1864, a cărei aplicare s-a încheiat în linii mari în 1865, a satisfăcut în parte dorința de pământ a țăranilor, a desființat servituțile și relațiile feudale, dând un impuls însemnat dezvoltării capitalismului. O bună parte din loturile necesare proveneau din moșiile obținute prin secularizarea averilor mănăstirești. După reformă, țăranii au ajuns să dețină 30% din terenul agricol, restul de 70% fiind deținut de moșierime sau de stat. Ea a reprezentat unul din cele mai însemnate evenimente ale istoriei României din secolul al XIX–lea.
Motivația principală, dar și principala consecință, pentru care a fost adoptată a fost aceea că, prin statutul de proprietari, țăranii deveneau totodată contribuabili la bugetul de stat. Așadar, veniturile la bugetul statului creșteau considerabil. Treptat, țăranii au descoperit inconfortul de a fi contribuabili la bugetul statului. Dacă, până la reformă, țăranii negociau cu boierii dările pe care trebuiau să le plătească lor, perceptorii statului erau de neînduplecat, iar metoda negocierii nu a mai putut fi aplicată.
Reforma agrară de la 1864 a avut și numeroase neajunsuri, care au dus la răscoalele țărănești de mai târziu. Pământurile acordate au fost insuficiente necesităților reale ale familiilor rurale. Mai mult, țăranii împroprietăriți nu au fost susținuți pentru a deveni fermieri moderni, motiv pentru care agricultura a rămas pentru mult timp la un nivel înapoiat. Datorită despăgubirilor pe care trebuiau să le plătească, țăranii au trebuit să facă față unei poveri fiscale excesive (nivelul dările era oricum ridicat, iar împreună cu despăgubirile se ridicau la circa 32% din veniturile anuale). În fine, aplicarea legii s-a făcut cu numeroase abuzuri, care au creat numeroase frământări sociale. Cu toate acestea numele lui Cuza a rămas în mentalul colectiv al țărănimii legat de eliberarea clăcașilor și împroprietărirea țăranilor.